# Knipolegus striaticeps
La viudita chaqueña (en Argentina y Paraguay) (Knipolegus striaticeps), también denominada viudita cenicienta (en Argentina) o viudita plomiza, es una especie de ave paseriforme de la familia Tyrannidae perteneciente al género Knipolegus. Es nativa del centro sur de América del Sur. 

## Distribución y hábitat

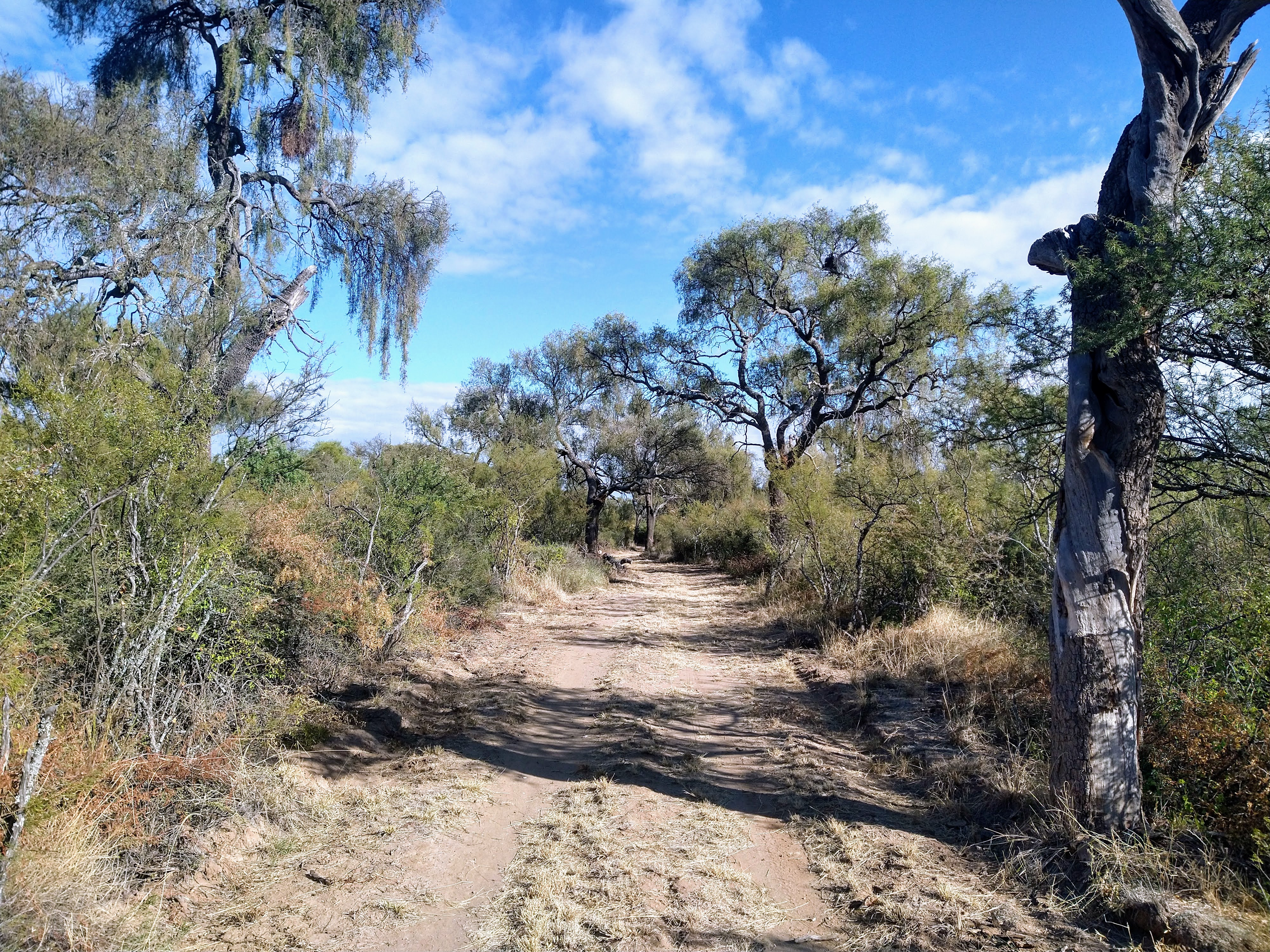
Bosque chaqueño en el Parque y reserva natural Chancaní, Córdoba, Argentina, ejemplo de hábitat de la especie.

Se distribuye por el este y sur de Bolivia (centro y este de Santa Cruz al sur hasta el este de Tarija), extremo suroeste de Brasil (oeste de Mato Grosso do Sul), oeste de Paraguay (a oeste del río Paraguay) y noroeste de Argentina (desde Jujuy y Formosa al sur hasta Córdoba y norte de San Luis).
Esta especie es considerada localmente común en sus hábitats naturales: los bosques del chaco, sus bordes y claros adyacentes, principalmente por debajo de los 1000 m de altitud; en la parte más norteña de su zona tal vez sea solamente un migrante en los inviernos australes.

## Sistemática

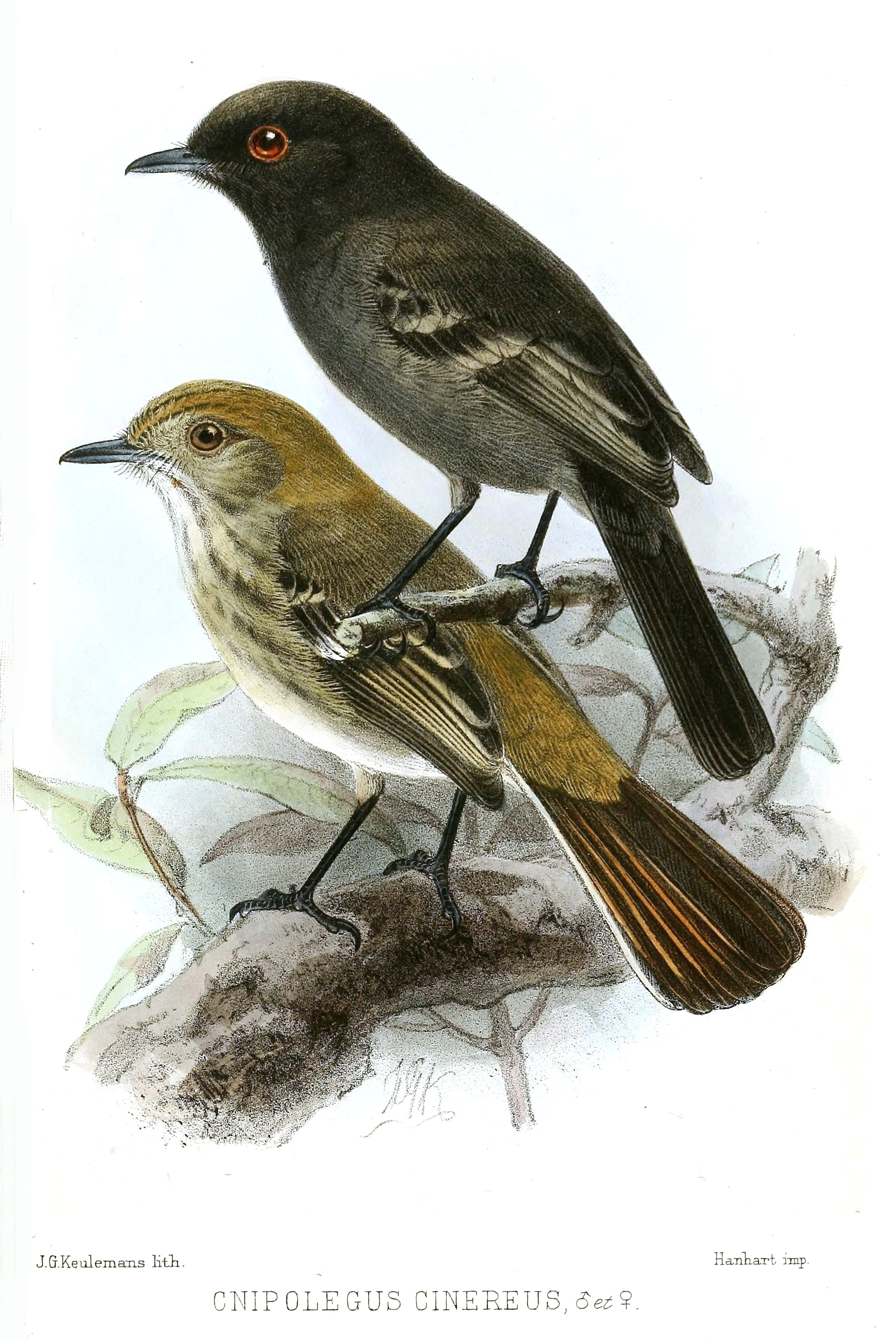
Cnipolegus cinereus = Knipolegus striaticeps, macho y hembra, ilustración de Keulemans en The Ibis, 1880.

### Descripción original
La especie K. striaticeps fue descrita por primera vez por los naturalistas franceses Alcide d'Orbigny y Frédéric de Lafresnaye en 1837 bajo el nombre científico Muscisaxicola striaticeps; su localidad tipo es: «La Paz, restringido posteriormente para Chiquitos, Bolivia.».

### Etimología
El nombre genérico masculino «Knipolegus» se compone de las palabras del griego «knips, knipos» que significa ‘insecto’, y «legō» que significa ‘agarrar’, ‘capturar’; y el nombre de la especie «striaticeps», se compone de las palabras del latín «striatus» que significa ‘estriado’, y «ceps» que significa ‘de cabeza’.

### Taxonomía
Anteriormente fue colocada en un género monotípico Entotriccus, con base en las primarias uniformemente estrechas en ambos sexos. Es monotípica.